# ميخائيل ستارك
ميخائيل ستارك (بالإنجليزية: Michael Starke)‏ هو ملحن أمريكي، ولد في 1955.